# Патријарх српски Атанасије II
Атанасије II (световно Гавриловић) био је архиепископ пећки и патријарх српски у времену од 1747. до 1752. године.

## Биографија
Као митрополит скопски Атанасије II Гавриловић се помиње 1714. године у једном минеју, који се чува у манастиру Лешку.
Године 1747. Атанасије је постављен на трон Пећке патријаршије и већ исте године био је у канонској посети Сарајеву. Поводом његовог избора за патријарха Мојсеј Фрушкогорац је записао да је била велика радост свим Србима, Бугарима и свим околним крајевима.
У пратњи свог јерођакона Михаила, патријарх Атанасије II посетио је 1749. године Рилски манастир.
Односи између Пећке патријаршије и Карловачке митрополије, након сеобе под Арсенијем IV, потпуно су прекинути јер је на његово место дошао Грк Јоаникије Караџа.
Када је на пећки трон дошао Србин Скопљанац Атанасије II Гавриловић, обнављају се поново односи између Карловачке митрополије и Српске патријаршије у Пећи, иако само на кратко време Атанасијеве управе патријаршијом. Тако су из Сремских Карловаца уступљене патријарху Атанасију бакрорезне плоче ради штампања благословних књига.
Патријарх Атанасије је у Карловачку митрополију, ради скупљања милостиње, послао свога егзарха архимандрита црногорског Василија Петровића. Пошто је архимандрит Василије умро за време скупљања милостиње за Пећку патријаршију, патријарх Атанасије уместо њега шаље да скупља милостињу свога протођакона и епитропа.
За време патријарха Атанасија II попуњена је Дабробосанска епархија избором Пајсија Лазаревића, архимандрита манастира Пиве, кога је 27. јуна 1752. године хиротонисао патријарх заједно са митрополитима: нишким Гаврилом, ужичко-ваљевским Пајсијем и велетским Дионисијем.
Патријарх Атанасије II је умро 1752. године.